# Patrick Bevin
Patrick Bevin (Hamilton, 15 de fevereiro de 1991) é um ciclista profissional neozelandés que atualmente corre para a equipa Israel Start-Up Nation.

## Palmarés
- 2009 (como amador)
  - 2 etapas do Tour de Southland

- 2012
- Thompson Bucks County Classic
  - 3.º no Campeonato da Nova Zelândia em Estrada

- 2014
  - 2 etapas do An Post Rás
- Tour da Tasmânia, mais 2 etapas

- 2015
  - 3.º no Campeonato da Nova Zelândia Contrarrelógio 
  - 1 etapa do Herald Sun Tour
- The REV Classic
  - 1 etapa do Tour de Taiwan
  - 1 etapa do Tour da Coreia

- 2016
- Campeonato da Nova Zelândia Contrarrelógio

- 2019
- Campeonato da Nova Zelândia Contrarrelógio  
  - 1 etapa do Tour Down Under

## Resultados em Grandes Voltas e Campeonatos do Mundo
| Corrida                | Corrida                | 2010 | 2011 | 2012 | 2013 | 2014 | 2015 | 2016 | 2017  | 2018 | 2019 | 2020 | 2021 |
| ---------------------- | ---------------------- | ---- | ---- | ---- | ---- | ---- | ---- | ---- | ----- | ---- | ---- | ---- | ---- |
|                        | Giro d'Italia          | —    | —    | —    | —    | —    | —    | —    | —     | —    | —    | —    | 48.º |
|                        | Tour de France         | —    | —    | —    | —    | —    | —    | —    | 114.º | Ab.  | Ab.  | —    | —    |
|                        | Volta a Espanha        | —    | —    | —    | —    | —    | —    | Ab.  | —     | —    | Ab.  | —    | —    |
| Mundial em Estrada     | Mundial em Estrada     | —    | —    | —    | —    | —    | —    | —    | Ab.   | Ab.  | Ab.  | Ab.  | —    |
| Mundial Contrarrelógio | Mundial Contrarrelógio | —    | —    | —    | —    | —    | —    | —    | —     | 8.º  | 4.º  | 12.º | —    |

—: não participa

Ab.: abandono